# Haus La Cueva
Das Haus La Cueva ist die Familie des Beltrán de la Cueva († 1492), der als mutmaßlicher Liebhaber der Johanna von Portugal, Ehefrau des Königs Heinrich IV. von Kastilien und León, nach der Geburt einer (gemeinsamen) Tochter vom Hofe entfernt und mit dem Titel eines Herzogs von Alburquerque entschädigt wurde.
Die Familie entstammt dem niederen nordspanischen Adel und war erst im 15. Jahrhundert in den Süden des Landes gekommen: Diego Fernández de la Cueva wurde 1460 zum 1. Vizconde de Huelma (Provinz Jaén) ernannt – etwa zur gleichen Zeit, als sein Sohn Beltrán bei Hof die Beziehung zur Königin einging. Beltrán erhielt 1462 – dem Jahr, in dem die Königin mit ihrer Tochter niederkam – den Grafentitel (Conde de Ledesma), musste 1463 die Umgebung der Königin verlassen und erhielt 1464 den Herzogstitel.
Die ersten 14 Herzöge von Alburquerque stammen aus dem Haus la Cueva, mit dem 15. Herzog ging der Titel der Familie verloren.

## Stammliste

### Die Herzöge von Alburquerque (I)
1. Diego Fernández de la Cueva, † 1473, 1. Vizconde de Huelma (1460), Señor de la Casa de la Cueva, Comendador de Reina y Albánchez, Regidor y Alcalde de Úbeda y Alcaidede sus Reales Alcázares, de los de Alcalá la Real, Lorca y Cartagena, Corregidor y Justicia mayor de Lorca y de Alcalá la Real;
⚭ Mayor Alfonso de Mercado, Tochter von Juan Alfonso de Mercado III, Señor de la Torre de Pero-Gil y de la Casa de Mercado, und Mari Sánchez de Molina
  1. Juan de la Cueva, Señor de la Casa de la Cueva, Comendador de Bedmar y Albánchez, 1. Señor de Bedmar, † 1474;
⚭ Leonor de San Martín, Tochter von Rodrigo de San Martín
  2. Beltrán I (Fernández) de la Cueva, * Úbeda um 1435, † 31. Oktober 1492, 1. Conde de Ledesma (1462), 1. Duque de Alburquerque (20. November 1464), 1. Conde de Huelma (20. August 1474), Comendador de Uclés, Señor de las Villas de Roa, Colmenar de Arenas (Mombeltrán), Cuéllar, Pedro Bernardo, Ledesma, La Adrada, Ximena, Atienza, Molina, Peña del Alcázar, Huelma, Torre Galindo, La Codosera, 37. Meister des Santiagoordens (1460–1464), Capitán mayor y Alguacil mayor de Úbeda, Señor de Gibraltar y Cartagena;
⚭ I Mencía de Mendoza y Luna, † 22. Januar 1476, Tochter von Diego Hurtado de Mendoza, 2. Marqués de Santillana, 1. Duque del Infantado, Señor y 1. Marqués de Argüeso, 1. Marqués de Campoo, 2. Conde del Real de Manzanares, 12. Señor de la Casa de Mendoza, Señor de la Casa de la Vega, 4. Señor de Hita y Buitrago, Señor de las Hermandades de Alava, Ricohombre de Castilla, und Brianda de Luna y Mendoza;
⚭ II Mencía Enríquez, Tochter von García Álvarez de Toledo, 2. Conde y 1. Duque de Alba de Tormes, 1. Marqués de Coria, Conde de Salvatierra, Adelantado Mayor de Castilla y León, und María Enríquez;
⚭ III María de Velasco, 1. Duquesa de la Villa de Roa (ad personam 1492), bezeugt 1493, Tochter von Pedro III Fernández de Velasco, 2. Conde de Haro, 6. Condestable de Castilla, und Mencía de Mendoza, Schwester des 1. Duque del Infantado:
    1. (I) Francisco I. Fernández de la Cueva, * Cuéllar 25. August 1467 (oder 1463), † Cuéllar 4. Juni 1526, 2. Conde de Ledesma, 2. Duque de Alburquerque, 2. Conde de Huelma, 2. Señor de los Estados de Cuéllar, Mombeltrán y Pedro Bernardo:
⚭ 1476 Francisca de Toledo, Tochter von García Álvarez de Toledo, 2. Conde y 1. Duque de Alba de Tormes, 1. Marqués de Coria, Conde de Salvatierra, Adelantado Mayor de Castilla y León, und María Enríquez
      1. Beltrán II. de la Cueva, * Cuéllar um 1478, † Toledo 11. Februar 1560, 3. Duque de Alburquerque, 3 Conde de Ledesma, 3. Conde de Huelma, 3. Señor de los Estados de Cuéllar, la Codesera, Mombeltrán y Pedro Bernardo, Generalkapitän der spanischen Armee, Generalissimus der englischen Armee (der Königin Mary Tudor) in Frankreich, Leutnant, Generalkapitän und Vizekönig von Aragón (1535–1539) und Navarra (1552–1560);
⚭ 1508 Isabel Girón, † 14. November 1544, Tochter von Juan Téllez-Girón, alias Juan Pacheco, 2. Conde de Ureña, 3. Señor de Osuna, Tiedra, Peñafiel, Briones, Frechilla, Morón de la Frontera, Archidona, El Arahal, Cazalla de la Sierra, Gelves, Olvera, Ortejicar, und Leonor de la Vega Velasco
        1. Francisco II Fernández de la Cueva, * um 1510, † Cuéllar 1563, 4. Duque de Alburquerque, 4. Conde de Ledesma, 4. Conde de Huelma, 1. Marqués de Cuéllar (wohl 1530), 4. Señor de los Estados de Mombeltrán y Pedro Bernardo;
⚭ I Constanza de Leiva, Tochter von Antonio de Leiva, 1. Principe di Ascoli, 1. Marchese di Atella, 1. Conte di Monza, Signore delle Ville di La Briola, Santofil, Villamaina, Comendador de Yuste, Statthalter von Mailand, Generalissimus der Heiligen Liga, und Castellana de Villaragut;
 ⚭ II 1549 María Fernández de la Córdoba, * Lucena, Tochter von Luis Fernández de Córdoba, 2. Marqués de Comares, und Fernández de Zúñiga y de la Cerda
          1. (I) Beltrán de la Cueva, † als Kind
          2. (I) Isabel de la Cueva, † ledig
          3. (II) Sohn, † im Alter von 40 Tagen
          4. (II) Isabel de la Cueva y Córdoba, * Cuéllar um 1551, † 1598;
 ⚭ Beltrán III de la Cueva, 6. Duque de Albuquerque, 3. Marqués de Cuéllar, 6. Conde de Ledesma, 6. Conde de Huelma, Grande de España, Señor de los Estados de Mombeltrán, Pedro Bernardo, Generalkapitän und Vizekönig von Aragón (1599–1602), † Madrid 13. März 1612 (siehe unten)

        2. Juan de la Cueva y Girón
        3. Francisca de la Cueva, alias de Toledo y de la Cueva, † 11. Januar 1572;
 ⚭ I Bernardo de Sandoval y Rojas, † bald nach der Hochzeit, Sohn von Luis de Sandoval Rojas y Enríquez, Marqués de Denia, 2. Conde de Lerma, Comendador de Paracuellos, und Catalina de Zúñiga y Enríquez;
 ⚭ II Claudio Vigil de Quiñones, 4. Conde de Luna, Merino mayor de León y Asturias, spanischer Gesandter bei Kaiser Ferdinand II. und dem Konzil von Trient, dort † 20. Dezember 1563, Sohn von Francisco de Quiñones Osorio, 3. Conde de Luna, und María de Mendoza Manrique
        4. Gabriel III de la Cueva y Girón, * Cuéllar um 1515, † 1571, 5. Duque de Alburquerque, 2. Marqués de Cuéllar, 5. Conde de Ledesma, 5. Conde de Huelma, 5. Señor de los Estados de Mombeltrán y Pedro Bernardo, zuzvor Señor (de iure uxoris) del Estado de la Lama, Vizekönig von Navarra (1560–1564), Statthalter von Mailand (1564–1571), Comendador de Santibáñez y Clavero; ⚭ Isabel Juana de la Lama, Tochter von Gonzalo Fernández de la Lama, 5. Señor de esta Casa en Segovia, und Isabel Benedicta de la Cueva y Portocarrero, 3. Marquesa de la Adrada
          1. María de la Cueva y de la Lama, nennt sich Duquesa de Albuquerque nach dem Tod ihres Vaters
          2. Ana de la Cueva, 4. Marquesa de la Adrada, * Mailand;
 ⚭ 1580 Juan Luis Francisco de la Cerda y Aragón, 6. Duque de Medinaceli, 5. Marqués de Cogolludo, 5. Conde del Puerto de Santa María, † 24. November 1607

        5. Leonor de la Cueva, † Cuéllar 22. Juni 1552;
 ⚭ Barcelona 1542 Pedro Fernando Ruiz de Castro Andrade y Portugal, el Viejo, 5. Conde de Lemos, 2. Marqués de Sarria, 4. Conde de Villalba, 3. Conde de Andrade, 12. Señor de Pontedeume, Ferrol, Grande de España, * La Coruña 29. Juni 1524,† Madrid 21. August 1590,

      2. Fadrique de la Cueva y Toledo
      3. Mencía de la Cueva;
 ⚭ Cuéllar, Anfang Februar 1508 Pedro Fajardo y Chacón, 1. Marqués de los Vélez, 3. und letzter Señor de la Ciudad de Cartagena, Señor de Mula, Molina, lhama, Lebrilla, Benitaglar, Adelantado mayor y Capitán general del Reino de Murcia, Alcaidede los Alcázares de las Ciudades de Murcia, Lorca y Marquesado de Villena, Comendador de Caravaca, Comendador mayor de León
      4. Luis de la Cueva y Toledo, Comendador de la Solana, Provinz Kastiliens;
 ⚭ Juana de Toledo, * 1512, † um 1592, Tochter von Diego Colón de Melo Perestrelo, 2. Almirante y Adelantado mayor de las Indias, 1. Duque de Veragua, 1. Marqués de la Jamaica, und María de Toledo y Rojas
        1. María Colón de la Cueva y Toledo;
 ⚭ Carlos de Arellano y Luna, 5. Señor de las Villas de Ciria y Borovia, Sohn von Tristán de Luna y Arellano, und Isabel de Rojas
        2. Isabel Colón de la Cueva y Arellano, alias (in ihrer Jugend) Isabel de Rojas;
 ⚭ I in Mexiko Gonzalo de Monroy Echenique, Señor de la Villa de Tomasicos, Alcaidedel Castillo de San Juan de Ulúa;
 ⚭ 2. In Mexiko, Alonso Tello de Guzmán y Bracamonte, Sohn von Gutierre Tello de Bracamonte, und María de Guzmán Dávila

      5. Teresa de la Cueva, * Cuéllar;
⚭ Fernando de Cabrera y Bobadilla, Señor y 1. Conde del Estado de Chinchón, Señor de los Sesmos de Valdemoro, y Casarrubios, Alcaideperpetual de los Alcázares y Puertos de Segovia, Comendador de Montemolín, Provinz León, † 1521
      6. Bartolomé de la Cueva, * 24. August 1499, † Roma 30. Juni 1562, Kanoniker in Toledo, 19. Dezember 1544 Kardinalpresbyter
      7. Pedro de la Cueva y Toledo
      8. Diego de la Cueva y Toledo, Comendador de la Puebla de Sancho Pérez, Provinz León, y de Castilnova, † 17. März 1551;
 ⚭ María de Castilla alias de Cárdenas, Tochter von Juan de Castilla y Zúñiga, el Viejo, Comendador de la Puebla de Sancho Pérez, Gouverneur von León, Alcaidedel Real Sitio de Aranjuez, und María de Cárdenas Zapata
        1. Beltrán III de la Cueva y Castilla, † Madrid 13. März 1612, Comendador de la Puebla de Sancho Pérez, dann 6. Duque de Alburquerque, 3. Marqués de Cuéllar, 6. Conde de Ledesma, 6. Conde de Huelma, Grande de España, Señor de los Estados de Mombeltrán, Pedro Bernardo, Generalkapitän und Vizekönig von Aragón (1599–1602);
 ⚭ I März 1573 Isabel de la Cueva y Córdoba, * um 1551, † 1598, Tochter von Francisca de la Cueva, 4. Duque de Albuquerque, und María Fernández de Córdoba;
 ⚭ II Francisca de Córdoba Cardona y Aragón, † Madrid (Santa María de la Almudena) 3. Juni 1622, Tochter von Diego Fernández de Córdoba, el Africano, 3. Marqués de Comares und Juana Folch de Cardona, 4. Duquesa de Segorbe, 5. Marquesa de Pallars, Condesa de Prades (Haus Folch de Cardona) – Nachkommen siehe unten
        2. Francisca de la Cueva;
 ⚭ Valladolid, Pedro Fernández del Portillo y Villarroel, 2. Señor de Villaviudas y Hornillos, Sohn von Pedro Hernández del Portillo y Villarroel, 1. Señor de Villaviudas y Hornillos, Regidor de Valladolid, und Ana de Acuña y Zúñiga,
        3. Isabel de la Cueva, * Cuéllar;
 ⚭ Februar 1575 Pedro Girón de la Cueva, 5. Conde de Ureña, 1. Duque de Osuna, Generalkapitän und Vizekönig von Neapel
        4. (unehelich) María de la Cueva, * Cuéllar;
 ⚭ Antonio Velázquez

      9. María de la Cueva;
 ⚭ Juan Téllez-Girón, el Santo, 4. Conde de Ureña, 5. Señor de Osuna, Tiedra, Peñafiel, Briones, Frechilla, Morón de la Frontera, Archidona, El Arahal, Cazalla de la Sierra, Gelves, Olvera, Ortejicar etc., † 19. Mai 1558.
      10. (unehelich) Ana de la Cueva;
⚭ Rodrigo Maldonado aus Salamanca.

    2. (I) Antonio de la Cueva y Mendoza, Señor del Mayorazgo de la Villa de la Adrada, alias Ladrada, Corregidor de la Ciudad de Córdoba (28. Januar 1516);
 ⚭ Elvira de Ayala, Tochter von Juan de Ayala, 2. Señor de Cebolla, und Inés de Guzmán – Nachkommen siehe unten
    3. (I) Iñigo de la Cueva y Mendoza, † 1547;
 ⚭ Ana de la Cueva y Mendoza, † 1559
      1. Mencía de la Cueva y de Mendoza

    4. (I) Brianda de la Cueva y Luna;
 ⚭ um 1488 Fernando Gómez Dávila III, Señor de Navamorcuende, Villatoro, Cardiel, el Borbón, Maestresala de Fernando el Católico, X 5. November 1511, Sohn von Gonzalo Dávila II, 9. Señor de Navamorcuende, Villatoro, Cardiel, el Borbón, Naharros y Valdeprados, und Leonor de Quiñones
    5. (I) Mayor de la Cueva;
 ⚭ 1498 Pedro de Navarra y Lacarra, 7. Mariscal de Navarra, 5. Vizconde de Muruzábal, Señor de Cortes, Gran Mariscal del Reino de Navarra, Capitán general de los Ejércitos del Reino de Navarra, † im Kerker in Simancas 1523, Sohn von Pedro de Navarra, 3. Vizconde de Muruzábal, und Inés Enríquez de Lacarra
    6. (I) Mencía de la Cueva y Mendoza
    7. (II) García de la Cueva y Toledo, † um 1476
    8. (III) Cristóbal de la Cueva y Velasco, Señor de Roa, Señor de las Villas de Villalobón y Castejón, Roa y Torre Galindo y de la Heredad de Portillejo, † 1542;
 ⚭ Leonor de Velasco, 3. Condesa de Siruela, Señora de Cervera, de Pernía, y de Villarias de Campos, † 1529, Tochter von Francisco de Velasco, 2. Conde de Siruela, Señor de la Villa de Roa, Señor de los Valles de Pernía y Cervera y de la Meridndad de Villarias de Campos, und Francisca Carrillo – Nachkommen siehe unten
    9. (III) Pedro de la Cueva y Velasco, Señor de la Villa de Torre Galindo y de la Herdad de Portillejo, Comendador de la Reina, Provinz León
    10. (unehelich) Juan de la Cueva – Nachkommen: die Linien in Jérez de la Frontera und Lima, Señores de Canaleja, Marqueses de Santa Lucía de Conchán

  3. Gutierre de la Cueva, Bischof von Palencia, Conde de Pernia (1461), † jung,
  4. Diego de la Cueva, Gouverneur von Cartagena 1460
  5. Leonor de la Cueva;
 ⚭ Esteban Díaz de Villacreces, 1. Alcaidede la Villa de Ximena, später von Jérez de la Frontera, Alcaidede las Ciudades de Burgos y de Gibraltar
  6. Mayor, alias María de la Cueva;
 ⚭ Dia, alias Diego, Sánchez de Carvajal, 3. Señor de Tobaruela, Villarpín y Belmez, 1. Señor de la Villa de Jódar, Alcaidede los Alcázares de Baeza y Úbeda, Comendador de Torres de Ximena, Sohn von Alonso Sánchez de Carvajal, 2. Señor de Belmez y Tobaruela, Alcaidede Linares y de Baños, und Leonor de Mendoza y Peralta
  7. Isabel de la Cueva;
 ⚭ Juan Manrique, Comendador de Montemolín, Provinz León, Sohn von Gabriel Manrique, 1. Conde de Osorno, Duque de Galisteo, Comendador mayor de Castilla (Haus Manrique de Lara), und Aldonza de Vivero

### Die Duques de Alburquerque (II)
1. Beltrán III de la Cueva y Castilla, † Madrid 13. März 1612, Comendador de la Puebla de Sancho Pérez, dann 6. Duque de Alburquerque, 3. Marqués de Cuéllar, 6. Conde de Ledesma, 6. Conde de Huelma, Grande de España, Señor de los Estados de Mombeltrán, Pedro Bernardo, Generalkapitän und Vizekönig von Aragón (1599–1602);
 ⚭ I März 1573 Isabel de la Cueva y Córdoba, * um 1551, † 1598, Tochter von Francisca de la Cueva, 4. Duque de Albuquerque, und María Fernández de Córdoba;
 ⚭ II Francisca de Córdoba Cardona y Aragón, † Madrid (Santa María de la Almudena) 3. Juni 1622, Tochter von Diego Fernández de Córdoba, el Africano, 3. Marqués de Comares, und Juana Folch de Cardona, 4. Duquesa de Segorbe, 5. Marquesa de Pallars, Condesa de Prades (Haus Folch de Cardona) – Vorfahren siehe oben
  1. Francisco III Fernández de la Cueva y de la Cueva, * Cuéllar, getauft 28. April 1575, † Barcelona 18. Juli 1637, 7. Duque de Alburquerque, 4. Marqués de Cuéllar, 7. Conde de Ledesma, 7. Conde de Huelma, 7. Señor de los Estados de Mombeltrán, Pedro Bernardo, Generalkapitän und Vizekönig von Katalonien (1611–1619), Generalkapitän und Vizekönig von Sizilien (1627–1632);
 ⚭ I Alba de Tormes (Santa María de Serranos) 23. August 1598 Antonia de Toledo y Beaumont, Schwester von Antonio, 5. Duque de Alba de Tormes, Tochter von Diego de Toledo, Conde de Lerín (uxor nomine), Condestable de Navarra (Haus Álvarez de Toledo) und Brianda de Beaumont, 5. Condesa de Lerín, 5 Condestablesa del Reino de Navarra, Grande de España, 4. Marquesa de Huéscar, 6. Señora de las Baronías, Castillos y Villas de Dicastillo, San Martín, Curton, Guissens (Haus Frankreich-Évreux);
 ⚭ II Ana María de Padilla, * Villa de las Dueñas, † vor 1614, Tochter von Martín de Padilla y Manrique, 1. Conde de Santa Gadea (5. Oktober 1586), 5. Señor de Valdescaray, Adelantado mayor de Castilla, Grande de España, und Luisa de Padilla Manrique y Acuña, Condesa de Buendía, Señora de Valdescaray, Santurde, Zurraquín, Valgañón, Calatañazar, Coruña y otros Estados, y de la Dignidad de Adelantado mayor de Castilla;
 ⚭ III 22. Januar 1614 Ana Enríquez de Cabrera y Colonna, * Medina de Río Seco, † 1658, Tochter von Luis III Enríquez de Cabrera, 4. Duque de Medina del Río Seco, 9. Almirante de Castilla, 8. Conde de Melgar, Grande de España, 8. Conde de Rueda, Conde de Modica, † 17. August 1600 oder 1599/1612, und Donna Vittoria Colonna
    1. (II) Beltrán Cristóbal de la Cueva, 5. Marqués de Cuéllar, Comendador de la Puebla de Sancho Pérez, Provinz León, * um 1600, † 12. Dezember 1617
    2. (III) Francisco IV Fernández de la Cueva y Enríquez de Cabrera, * Barcelona 1618/1619, † Madrid (Palacio Real) 27. März 1676, 8. Duque de Alburquerque, 6. Marqués de Cuéllar, 8. Conde de Ledesma, 8. Conde de Huelma, Grande de España, 8. Señor de los Estados de Mombeltrán, Pedro Bernardo, la Codosera, Lanzahita, Mijares, Aldea de Ávila de la Ribera, San Esteban, Villarejo y las Cuevas, Comendador de Guadalcanal, Provinz León, Leutnant, Generalkapitän und Vizekönig von Neuspanien, Generalkapitän und Vizekönig von Sizilien (1667–1670);
 ⚭ Madrid (Palacio Real) 12. Januar 1645 Juana Francisca de Ribera y Armendáriz, alias Díez de Aux Armendáriz y Afán de Ribera, 2. Marquesa de Cadreita, 4. Condesa de la Torre, Señora de la Villa de Guillena, † Madrid (Palacio Real) 15. September 1696, Tochter von López Díez de Aux y Armendáriz, 1. Señor y 1. Marqués de Cadreita, Generalkapitän und Vizekönig von Neuspanien, und Antonia de Sandoval Afán de Ribera,
      1. Ana Rosolea Fernández de la Cueva Armendáriz y Ribera, alias de la Cueva y Díez de Aux Armendáriz, 3. Marquesa de Cadreita, 5. Condesa de la Torre, Señora de la Villa y Estado de Guillena, * 1647, † Madrid 6. Dezember 1716;
 ⚭ 1665 Melchor de la Cueva, 9. Duque de Albuquerque, Grande de España, † 12. Oktober 1686 (siehe unten).

    3. (III) Gaspar de la Cueva y Enríquez
    4. (III) Melchor Fernández de la Cueva y Enríquez de Ribera, * Madrid, getauft 2. März 1625, † Madrid 12. Oktober 1686, 9. Duque de Alburquerque, 7. Marqués de Cuéllar, 9. Conde de Ledesma, 9. Conde de Huelma, Grande de España, 9. Señor de los Estados de Mombeltrán, Pedro Bernardo y la Codosera;
⚭ 1665 Ana Rosolea Fernández de la Cueva Armendáriz y Ribera, alias Fernández de la Cueva y Díez de Aux Armendáriz, 3. Marquesa de Cadreita, 5. Condesa de la Torre, Señora de la Villa y Palacio de Cadreita en Navarra y de la Villa y Estado de Guillena en Sevilla, y del Mayorazgo de los Castilla de Madrid, * 1647, † Madrid 6. Dezember 1716, Tochter von Francisco, 8. Duque de Albuquerque, und Juana Francisca de Ribera y Armendáriz, 2. Marquesa de Cadreita, Condesa de la Torre (siehe oben)
      1. Francisco V Fernández de la Cueva y de la Cueva Enríquez de Cabrera Díez de Aux de Armendáriz Afán de Ribera, * Sizilien oder Genua 17. November 1666, † Madrid 28. Juni 1724, 10. Duque de Alburquerque, 8. Marqués de Cuéllar, 10. Conde de Ledesma, 10. Conde de Huelma, 10. Señor de los Estados de Mombeltrán, Pedro Bernardo, la Codosera, Lanzahita, Mijares, Aldea-Dávila de la Rivera, San Esteban, Villarejo y las Cuevas, 4. Marqués de Cadreita, 6. Conde de la Torre, Señor de la Villa y Palacio de Cadreita en Navarra y de la de Guillena en Sevilla, Grande de España de 1. Clase, Comendador de Guadalcanal y de Benfayán, Leutnant, Generalkapitän und Vizekönig von Neuspanien  (27. November 1702–15. Januar 1711);
 ⚭ Madrid 6. Februar 1684 Juana de la Cerda Aragón y Moncada, * Puerto de Santa María 27. März 1664, † Madrid 28. Juni 1724, Tochter von Juan Francisco II Tomás Lorenzo de la Cerda Enríquez de Ribera y Portocarrero, 8. Duque de Medinaceli, 8. Duque de Alcalá de los Gazules, 7. Conde del Puerto de Santa María, 10. Conde de los Molares, 8. Marqués de Tarifa, Marqués de Alcalá de la Alameda, 7. Marqués de Cogolludo, Condestable de Aragón, * 4. November 1637, † 20. Februar 1691, und Catalina Antonia de Aragón Folch de Cardona Fernández de Córdoba Sandoval Manrique de Padilla y Acuña, 8. Duquesa de Segorbe, 9. Duquesa de Cardona, 5. Duquesa de Lerma, 9. Marquesa de Pallars, 7. Marquesa de Comares, 9. Condesa de Santa Gadea, 40 (37). Condesa de Ampurias, 14. Condesa de Prades, 16. Condesa de Buendía, 4. Condesa de Ampudia, Marquesa de Denia, Vizcondesa de Villamur, Baronesa de Entenza, Grande de España, 13. Alcaidesa de los Donceles
        1. Juana de la Cueva, * Januar 1690.
        2. Francisco VI Fernández de la Cueva, * Madrid 28. September 1692, † Hortaleza 23. Juni 1757, 11. Duque de Alburquerque, 9. Marqués de Cuéllar, 5. Marqués de Cadreita, 11. Conde de Ledesma, 11. Conde de Huelma, 6. Conde de la Torre, Grande de España de 1. Clase, 11. Señor de los Estados de Mombeltrán, Pedro Bernardo, la Codosera, Lanzahita, Mijres, San Esteban, Aldea-Dávila de la Rivera, Villarejo y las Cuevas, Señor de la Villa y Palacio de Cadreita en Navarra, de la de Guillena en Sevilla, y de los Mayorazgos de Castilla en Madrid;
 ⚭ 1734 Agustina Ramona de Silva, alias María Agustina de Silva y Mendoza, alias de Silva Hurtado de Mendoza y Guzmán de los Ríos, † vor 30. Dezember 1744, Tochter von Juan de Dios de Silva y Mendoza, 10. Duque del Infantado, 11. Marqués de Santillana, 6. Duque de Pastrana, Duque de Lerma, Grande de España, Gran Giustiziere del Regno di Napoli, und Maria Teresa de los Ríos,
          1. Francisco de Asís Fernández de la Cueva y Silva, 9. Marqués de Cuéllar
          2. Joaquín Andrés Fernández de la Cueva y Silva, † als Kind
          3. Joaquina Ana Fernández de la Cueva y Silva, † als Kind
          4. María de la Soledad Fernández de la Cueva y Silva Díez de Aux de Armendáriz Afán de Ribera y Saavedra, * wohl 1635, † Madrid 17. Januar 1762, 27 Jahre alt, 6. Marquesa de Cadreita, Señora de la Villa y Palacio de Cadreita en Navarra, 8. Condesa de la Torre, Señora de la Villa de Guillena en Sevilla, y de la Casa Mayorazgo de Castilla de Madrid;
⚭ Madrid (San Martín) 2. Februar 1755 José Joaquín de Silva Bazán y Sarmiento, 9. Marqués de Santa Cruz de Mudela, Grande de España, 10. Marqués del Viso, Marqués de Villasor, Marqués de Arcícollar, Marqués de Bayona, Conde de Pie de Concha, Grande de España de 1. Clase, Director de la Real Academia española, Comendador de Yuste y Taivilla, * 5. Dezember 1734, † 2. Februar 182x

        3. Ana Catalina de la Cueva y de la Cerda. 6. Marquesa de Cadreita, 6. Condesa de la Torre, * Puerto de Santa María 14. Oktober 1697 oder 1692, † vor 2. Juli 1766;
 ⚭ Madrid 2. Februar 1717 Ambrosio Spínola de la Cerda Colonna y Aragón, 5. Duca di Sesto (Neapel), 5. Marqués de los Balbases, Duca de Venafro e di San Severino, Príncipe di Serravalle, Grande de España, * Mailand 20. Januar 1696, † Madrid 18. Dezember 1757, Sohn von Filippo Spínola y Colónna, 4. Marqués de los Balbases, Duca di Sesto, Venafro y San Severino, Grande de España, Generalkapitän und Vizekönig von Sizilien, und Isabel María de la Cerda y Aragón – Stammeltern der 15.ff Duques de Alburquerque

      2. Juana Rosalía Fernández de la Cueva y de la Cueva;
 ⚭ I 17. April 1689 Juan Manuel de Mauleón Navarra Avellanedo y Haro, 4. Conde de Castrillo, Grande de España, Sohn von Juan Manuel de Mauleón y Navarra Añúes Goñi y Avelaneda, 6. Marqués de Cortes, Señor de Rada y Traibuenas, Gran Mariscal perpetual de Navarra, Vizconde de Muruzábal de Andión, und Juana María de Haro Avellaneda y Portocarrero, aus eigenem Recht 3. Condesa de Castrillo, Señora de Valverde, Alcaba, Alcubilla y Quintanilla;
 ⚭ II Pedro de Zúñiga Pimentel y Dávila, 7. Marqués de Mirabel, Conde de Berantevilla
      3. Manuela Fernández de la Cueva y de la Cueva;
⚭ Ignacio Manuel de Villacís y Manrique de Lara, 4. Conde de Peñaflor de Argamasilla, 5. Conde de la Amayuelas, Señor de Villagarcía de Campos, de Santa Eufemia, Valdegema, Pino, Carvajosa, Cerezal y otras Villas, y de las Casas de Villacís, Quijada, Ocampo y Villamizar, con sus Patronatos, Vínculos y Honores en Sevilla, León, Zamora y Tierra de Campoo, Sohn von Gaspar de Villacís Quijada de Ocampo y Acuña, 3. Conde de Peñaflor de Argamasilla, Señor de Villa García, Santa Eufemia, Valdegema, Pino, Carvajosa, Cerezal y otras Villas y lugares, de las Casas de Villacís, Quijada, Ocampo y Villamizar, y de sus Patronatos y Honores en Sevilla, León, Zamora y Tierra de Campo, und Leonor Petronila Manrique de Lara Ibarra y Cardona
      4. Isabel María Fernández de la Cueva y de la Cueva;
 ⚭ Madrid 15. Dezember 1712 Manuel de Ribera Barroso Pimentel Dávila y Zúñiga, zuvor 5. Marqués de Mirabel, Conde de Berantevilla, Alférez mayor de Plasencia, dann 5. Marqués de Malpica, 6. Marqués de Povar, Conde de Navalmoral, Mariscal de Castilla

    5. (III) Baltasar José Beltrán Alejo Francisco Antonio Joaquín Agustín Pedro Melchor Gaspar Luis de la Cueva y Enríquez de Cabrera, * Madrid, getauft 12. April 1627, † Madrid 3. April 1686, Rektor der Universität Salamanca (1651), Leutnant, Generalkapitän und Vizekönig von Peru, Tierra Firma und Chile (1674–1678);
 ⚭ Madrid (San Justo y Pastor) 22. Juni 1664 Teresa María Arias de Saavedra y Enríquez Pardo Tavera y Ulloa, 7. Condesa de Castellar, Señora de la Villa del Viso, Mariscala y Alfaqueque mayor de Castilla, 4. Marquesa de Malagón, Señora de las Villas de Paracuellos, Hernán Caballero, Fuente-el-Fresno, la Porcuna, Benafarses y San Miguel, Señora del Alguacilazgo mayor de Toro, Condesa de Villalonso, bezeugt 1689, Tochter von Fernán Miguel Arias de Saavedra y Ulloa Pardo Tavera, 6. Conde de Castellar, Alguacil mayor perpetual de la Ciudad de Toro, 9. Señor del Viso, 8. Alfaqueque mayor de Castilla, 3. Marqués de Malagón, 3. Conde de Villalonso, Mariscal de Castilla, Señor de la Villa de Paracuellos, und Catalina Enríquez de Acevedo Osorio y Valdés, Señora del Mayorazgo de los Acevedos
      1. Fernando Joaquín de la Cueva y Arias de Saavedra Pardo Tavera y Ulloa, 8. Conde del Castellar, * Pueblo de Surco, Vizekönigreich Perú, † Madrid 13/14. Juli 1721, Señor del Viso, 5. Marqués de Malagón, Conde de Villalonso, Señor de las Villas de Paracuellos y Hernán-Caballero, lugares de la Porcuna y Fuente del Fresno, Mariscal y Alfaqueque mayor de Castilla;
 ⚭ 1710 María Antonia Rosa Vicenta Francisca de Paula Nicolasa Ana Luisa Josefa Ruiz de Castro Centurión y Portugal, * um 1690, † Madrid 20. Dezember 1733, 43 Jahre alt, Tochter des 11. Conde de Lemos, Príncipe de la Sangre Real de Portugal y Dinastía de Braganza, und Francisca Josefa Leonor Centurión de Córdoba Carrillo de Albornoz y Mesía, 4. Marquesa de Armunia y de la Guardia, Señora de las Casa de Carrillo y Albornoz, de la Villa de Torralba
      2. Ana Catalina María Josefa Teresa de la Cueva y Arias de Saavedra, 9. Condesa del Castellar, Condesa de Villalonso, 6. Marquesa de Malagón, * Madrid 26. Februar 1684;
 ⚭ Madrid (San Pedro el Real) 21. Dezember 1707 Manuela de Benavides y Aragón, 9. Marqués de Solera, später 10. Conde y 1. Duque de Santisteban del Puerto, Grande de España de 1. Clase.

    6. José de la Cueva y Enríquez, Abt von Tuñón (Oviedo) und San Felipe de Argirón (Sizilien), Kanoniker in Toledo und Sevilla, † Toledo 16. Mai 1669.
    7. Isabel Fernández de la Cueva;
 ⚭ I Jorge Manrique de Cárdenas, * 23. April 1584, † 30. Oktober 1644, 6. Duque de Nájera, 4. Duque de Maqueda, 8. Conde de Treviño, 9. Conde de Valencia de Don Juan, Marqués de Elche, Adelantado mayor de Granada, Gouverneur und Generalkapitän von Orán und Mazarquivir (Haus Manrique de Lara);
 ⚭ II Madrid (Santiago el Rey) 7. Februar 1645 Pedro Nuño Colón de Portugal y Ruiz de Castro, 6. Duque de Veragua, 5. Duque de la Vega de la Isla de Santo Domingo, 6. Marqués de la Jamaica, Almirante y Adelantado mayor de las Indias, Vizekönig von Neuspanien, * Madrid, † Mexiko 13. Dezember 1678
    8. María de la Cueva y Enríquez, † als Kind.
    9. Victoria de la Cueva y Enríquez, † als Kind
    10. Ana Enríquez de la Cueva;
 ⚭ Madrid, Juan Francisco Enríquez de Almansa y de Borja Inca Loyola, 8. Marqués de Alcañices, 2. Marqués de Santiago de Oropesa, Conde de Almansa, Grande de España, Señor de la Casa de Loyola, Comendador de Alcañiz, † 17. März 1675, Sohn von Juan Enríquez de Borja, 1. Marqués de Santiago de Oropesa, und Ana María Coya Inca de Loyola, Señora de la Casa de Loyola en Guipúzcoa

  2. Diego de la Cueva y Córdoba, Comendador de Monasterio (Provinz León), * Cuéllar
  3. Mauricio de la Cueva, Kanoniker in Toledo.
  4. María de la Cueva, verlobt mit Pedro de Zúñiga, 3. Marqués de la Bañeza, Sohn von de Juan de Zúñiga Avellaneda y Bazán, 1. Duque de Peñaranda de Duero, Grande de España, und María de Zúñiga, 6. Condesa de Miranda del Castañar;
 ⚭ Francisco Pérez de Cabrera y Bobadilla, zuvor Pacheco, 6. Marqués de Moya, * Escalona, getauft 20. Januar 1565, † 1627
  5. Francisca de la Cueva, bezeugt 1650;
 ⚭ Rodrigo Pacheco Osorio de Toledo, 3. Marqués de Cerralbo, Gouverneur und Generalkapitän von Galicien (1613–1622), Generalkapitän und Vizekönig von Neuspanien (1623–1634), † Brüssel 16. April 1640, Sohn von Juan Pacheco Osorio Toledo y Guzmán, 2. Marqués de Cerralbo, Gouverneur und Generalkapitän von Galicien, und Inés de Toledo y Colonna
  6. Antonio de la Cueva y Córdoba, * Cuéllar, Gouverneur und Generalkapitän von Orán, Tanger und Mazarquivir;
 ⚭ Mayor Ramírez de Zúñiga y Vargas, 2. Marquesa de Flores Dávila, Señora de las Villas de Castillejo, Villarrubia, Cisla y Aldehuela, el Acebron y Solera, † Dezember 1645, Erbtochter von Bernardo Ramírez de Vargas y Mendoza, 3. Señor de Castillejo y de Villarrubia, und Catalina Nieto de Zúñiga y Cabeza de Vaca
    1. Pedro de Zúñiga de la Cueva y Ramírez de Zúñiga, † Madrid 12. April 1669, 3. Marqués de Flores Dávila, Señor de las Casas de Ramírez de Vargas y Cabeza de Vaca, Señor del Mayorazgo de Robles, de las Villas de Castillejo, Arenales de Valderaduey, Villarrubia, Cisla y la Aldehuela, el Acebrón y Solera;
 ⚭ I Mencía Lucia de Portugal Melo y Villena, * um 1628, † 28. September 1650, Tochter von Francisco de Melo de Portugal y Castro, 1. Marqués de Villescas, 1. Conde de Assumar, 1. Marqués de Tordelaguna, 1. Vizconde de Caseda (Portugal), Senhor dos Morgados de Maranhão (Portugal), Comendador de Moreiras, São Vicente de Vimioso, São Salvador de Elvas y otras dos encomiendas, Vizekönig von Sizilien 1639, Gouverneur von Mailand, später Statthalter der Niederlande, Vizekönig von Aragón, Generalkapitän und Vizekönig von Katalonien, und  Antonia de Vilhena Sousa;
 ⚭ II Francisca de Silva Manrique, 3. Marqués de la Eliseda, 12. Conde de Castañeda, 11. Marquesa de Aguilar de Campóo, 13. Condesa de Castañeda y de Buelna, Grande de España, Señora del Honor de Sedano, de los Valles de Toranzo, Iguña, Rionansa, San Vicente y Rochero, Merindades de Peña-Ruya y Peñamellera, de las cilla de Cestes, Encalada, Piña y Villaumbroso, y de la Dignidad de Chanciller mayor de Castilla, † 30. November 1696, Tochter von Bernardo de Silva Manrique, 2. Marqués de la Eliseda, 8. Marqués de Aguilar de Campóo, 11. Conde de Castañeda y Buelna, Grande de España, Señor del Honor de Sedano, und Ana María de Guevara,
      1. (I) Antonio Fernández Manrique de la Cueva Silva y Zúñiga, * Sevilla 11. Oktober 1656, † Madrid 1. November 1709, 4. Marqués de Flores Dávila, Señor de las Villas de Castillejo, Villarrubio, Cisla y la Aldehuela, 14. Conde de Castañeda, später 4. Marqués de la Eliseda, 11. Marqués de Aguilar de Campóo, Grande de España, Señor de los Valles de Toranzo, Iguña, San Vicente, Rionansa y Rochero, de las Merindades de Peñarroya y Peñamellera, de las Villas de Cartes, Piña y Avia, y del Honor de Sedano, Chanciller mayor y Pregonero mayor de Castilla;
⚭ Madrid 1688 Catalina Girón y Sandoval, † Madrid 1714, Tochter von Gaspar Téllez-Girón y Sandoval, 5. Duque de Osuna, 5. Marqués de Peñafiel, 9. Conde de Ureña, Generalkapitän und Vizekönig von Katalonien 1667, Gouverneur von Mailand, und Feliche de Sandoval Orsini, 3. Duquesa de Uceda, Marquesa de Belmonte, Grande de España
      2. (I) Manuel de Zúñiga la Cueva Silva y Manrique de Lara, Kanoniker in Toledo, tritt zurück, * 1660, † 1701

  7. (I) Gregoria de la Cueva y Córdoba, Nonne, Convento de la Concepción de Cuéllar
  8. (II) José de la Cueva y Córdoba, † als Kind
  9. (II) Isabel de la Cueva y Córdoba, † als Kind
  10. (II) María de la Cueva y Córdoba, † als Kind
  11. (II) Juana de la Cueva y Córdoba, † als Kind

### Die Condes de Siruela
1. Cristóbal de la Cueva y Velasco, Señor de Roa, Señor de las Villas de Villalobón y Castejón, Roa y Torre Galindo y de la Heredad de Portillejo, † 1542;
 ⚭ Leonor de Velasco, 3. Condesa de Siruela, Señora de Cervera, de Pernía, y de Villarias de Campos, † 1529, Tochter von Francisco de Velasco, 2. Conde de Siruela, Señor de la Villa de Roa, Señor de los Valles de Pernía y Cervera y de la Meridndad de Villarias de Campos, und Francisca Carrillo – Vorfahren siehe oben
  1. Juan de Velasco y la Cueva, 4. Conde de Siruela, Señor de la Villa de Roa, Señor de los Valles de Pernía y Cervera;
⚭ I Francisca Carrillo Mesía, 1541 bezeugt, † wohl 21. Januar 1542, Schwester von Gonzalo Mesía Carrillo, Señor de la Guardia y Santofimia, 1. Marqués de la Guardia, Tochter von Rodrigo Mexía Carrillo, Señor de la Guardia, y de Santofimia, und Mayor de Fonseca;
⚭ II Mencía de Cárdenas, Tochter von Bernardino de Cárdenas y Pacheco, 2. Duque de Maqueda, 1. Marqués de Elche, Grande de Castilla, Adelantado mayor del Reino de Granada, Alcaidede la Mota, Chinchilla y Sax, y de los Alcázares de Almería, Vizekönig von Navarra und Valencia, und Isabel de Velasco
  2. Gabriel de Velasco y la Cueva, 5. Conde de Siruela, Señor de las Villas de Roa y su tierra y de los Valles de Cervera de Río Pisuerga y de Pernía, de Castejón y de Villalobón;
 ⚭ Teresa de Zúñiga, Tochter von Pedro de Zúñiga, Marqués de Aguilafuente, Señor de Baltañas, Castroverde, Aguilafuente y Sicara, und Teresa de Zúñiga
    1. Cristóbal de Velasco y la Cueva, 6. Conde de Siruela, 5. Señor y 4. Mayorazgo de la Villa de Roa, Señor de los Valles de Pernía y Cervera de Río Pisuerga;
 ⚭ I Ana de Porres y Medrano, Señora de Agoncillo y Casa de Medrano, Tochter von Lope de Porres y Medrano, Señor del Estado de Agoncillo y Casa de Extremiana, und María de Castejón;
 ⚭ II María, alias Isabel Manrique de Vargas, Tochter von Diego de Vargas, 1. Señor de la Villa de la Torre de Esteban Hambrán, Comendador de Carrión y Calatrava la Vieja, und Ana Manrique
      1. (I) Gabriel de Velasco y la Cueva, 7. Conde de Siruela, Señor de la Villa de Roa y su tierra, de los Valles de Cervera y Pernía, Castrejón, Villalobón y del Estado de Agoncillo y Casa de Medrano;
⚭ Victoria Pacheco y Colonna, Tochter von Juan Pacheco, 2. Marqués de Cerralbo, Generalkapitän von Galicien, Gouverneur von Flandern und Inés de Toledo Colonna
        1. Cristóbal de Velasco y la Cueva, † als Kind
        2. Juan de Velasco y la Cueva, 8. Conde de Siruela, Señor de la Villa de Roa y su tierra, de los Valles de Cervera y Pernía, Castrejón, Villalobón y del Estado de Agoncillo y Casa de Medrano, Interimsgouverneur von Mailand (1641–1643), † 1649/50
        3. Sebastián de Velasco y la Cueva, † als Kind
        4. Gaspar de la Cueva, † 1651, 9. Conde de Siruela (1649), Señor de la Villa de Roa y su tierra, de los Valles de Cervera y Pernía, Castrejón, Villalobón y del Estado de Agoncillo y Casa de Medrano, Kanoniker in Cuenca
        5. Miguel de Velasco y Pacheco, † als Kind
        6. Felipe de Velasco y Pacheco
        7. Ana María Velasco de la Cueva, 10. Condesa de Siruela (1651), Señora de la Villa de Roa y su tierra, de los Valles de Cervera y Pernía, de Castrejón y Villalobón, y del Estado de Agoncillo y Casa de Medrano en la Rioja;
 ⚭ Madrid 19. März 1654 Bernardino de Velasco Ayala Rojas y Cárdenas, 1. Conde de Colmenar, 7. Conde de Fuensalida, Señor de las Villas de Villerías y Colmenar de Oreja, Señor de las Villas de Lillo, Guadamur y Nuecas, Alguacil mayor de Toledo, † Madrid 14. Januar 1662
        8. María de Velasco de la Cueva y Pacheco, Nonne, Convento de la Encarnación, Madrid
        9. Inés de Velasco y Pacheco, † als Kind
        10. Leonor de Velasco y la Cueva, 11. Condesa de Siruela, 5. Marquesa de Cerralbo, Señora de la Villa de Roa y su tierra, de los Valles de Cervera y Pernía, de Castrejón y Villalobón, y del Estado de Agoncillo y Casa de Medrano en la Rioja, † 1689
        11. Francisca Estefanía de Velasco, Nonne, † als Äbtissin des Convento de Santa Clara de Medina de Pomar

      2. (II) Francisco de Velasco.
      3. (II) Anna Manrique
      4. (II) Antonio de Velasco de la Cueva y Manrique de Vargas, 1597 bezeugt;
⚭ Cuenca, Estefanía Carrillo de Mendoza y Zanoguera, Señora de la Casa y Mayorazgo de la Dehesa de Nogueros, Erbtochter von Alonso Carrillo de Mendoza y Ayala, Señor del Mayorazgo de Nogueros, und Catalina Zanoguera
        1. Cristóbal de Velasco y la Cueva Carrillo de Mendoza, * Madrid, getauft (San Martín) 25. August 1621, † kurz nach 6. Juni 1692 12. Conde de Siruela (1689), Señor del Mayorazgo de Nogueros, 10. Señor y 9. Mayorazgo de la Villa de Roa y su tierra, Señor de las Villas de Cervera de Río Pisuerga y de Pernía, de las Villas de Castrejón y Villalobón;
⚭ Madrid 7. März 1655 María de Arellano y Toledo, Tochter von Antonio Ramírez de Arellano, Señor de Gelo, und Catalina de Toledo y Enríquez de Guzmán
          1. Antonio de Velasco y la Cueva, † 1730, 13. Conde de Siruela (1692), Grande de España, 11. Señor y 10. Mayorazgo de la Villa de Roa y su tierra, Señor de los Valles de Pernía y de Cervera de Río Pisuerga, de Castrejón y Villalobón, y del Mayorazgo de Nogueros;
 ⚭ Luisa de Alarcón, 3. Condesa de Valverde, Señora de la Villa de Valverde, y de las de Talayuelas, Viguelles, Ontecillas y Mezquitas, Enkelin von Diego Francisco de Ceballos Ruiz de Alarcón Beaumont y Navarra, 2. Conde de Valverde, Señor de la Casa de Alarcón en Cuenca, y de los Estados citados, und Antonia de Montoya y Guzmán
            1. José de Velasco de la Cueva y Alarcón, † als Kind 1701
            2. Josefa de Velasco de la Cueva Ruiz de Alarcón y Ceballos, † vor 1730, 4. Condesa de Valverde, Señora de Valverde, de las de Veguillas, Ontecillas, Mezquitas y Talayuelas, y de la Casa de Alarcón (Cuenca);
⚭ 1701 Fernando IV de Silva y Meneses Sfondrato Fernández de Córdoba, 13, Conde de Cifuentes, 3. Marqués de Alconchel, Grande de España, Señor de Villarejo de Fuentes, Albadejo y Piqueras, Alférez Mayor de Castilla, * 23. Juli 1663, † 24. Dezember 1749, Sohn von Pedro Félix José de Silva y Meneses Padilla y Gaitán, 12. Conde de Cifuentes, 2. Marqués de Alconchel, Alférez mayor de Castilla, Vizekönig von Valencia, und Elena Fernández de Córdoba Sfondrato Castriota, Marquesa de Masibradi:

          2. Gabriel de Velasco
          3. José de Velasco
          4. Juan Gaspar de la Cueva Velasco y Ramírez de Arellano, * Cuenca 4. Juni, getauft (Santa María de Gracia) 18. Juni 1669, bezeugt 1732, Comendador de Alcolea, Erbherzog (11. Herzog) von Alburquerque;
 ⚭ Sevilla, María de Guzmán Dávalos Ponce de León y Spínola, Tochter von Pedro José de Guzmán Dávalos Ponce de León, Señor del Mayorazgo de Salteras, 1. Marqués de la Mina, Generalkapätin und Vizekönig von Peru und Tierra Firme, und Juana María Spínola y Pallavicini
            1. Pedro Miguel Jácome María Pío Cristóbal de la Cueva Velasco y Guzmán Dávalos Ponce de León Spínola y Santillán, getauft Sevilla 8. Mai 1712, † Madrid 27. November 1762, 12. Duque de Alburquerque (Sentencia de Revista de 1758), 3. Marqués de la MINA (1765), 10. Marqués de Cuéllar, 12. Conde de Ledesma, 12. Conde de Huelma, 6. Conde de Pezuela de las Torres (1765), 13. Señor y 12. Mayorazgo de Roa, 12. Señor de los Estados de Mombeltrán, Pedro Bernardo, la Codosera, las Cuevas, Lanzahita, Mijares, San Esteban, Villarejo y Aldea Dávila de la Rivera, 5. Señor del Estado de Salteras, Señor de las Casas y mayorazgos de la Cueva (Linie Alburquerque), Guzmán Dávalos (la Mina), Spínola (Pezuela de las Torres), Santillán (Salteras), etc., Comendador de Víboras y Martos;
⚭ Madrid (San Nicolás o San Pedro) 14. Mai 1735 oder 1741 Beatriz Benita Antonia Enríquez de Navarra Dávalos Martel y Grimaldi, getauft Madrid 7. Februar 1713, bezeugt 1762, Tochter von Francisco Enríquez y Dávalos, 2. Marqués de Peñafuente, und Manuela del Solar Fernández de la Cuadra – Nachkommen siehe unten
            2. Micaela María de la Cueva y Guzmán, * Madrid, getauft (San Martín) 21. März 1719, † 22. Februar 1756;
 ⚭ Madrid (San Martín) 13. November 1736 Manuel María de Torres Dávalos, Vizconde de Irueste, getauft Madrid (San Luis Obispo) 13. Juni 1706, Sohn von José Antonio de Torres y Morales, 1. Marqués de Villamejor, 1. Vizconde de Irueste, 1. Príncipe de las Torres, Regidor perpetual de la Ciudad de Guadalajara, und Petronila Luciada Dávalos y Mazo de la Vega

          5. Estefanía de Velasco y de la Cueva;
 ⚭ Álvaro Bernaldo de Quirós y Molina, 2. Marqués de Monreal, Vizconde de Miralcázar, Comendador de Castroverde, Sohn von Gabriel Bernaldo de Quirós y Mazo de la Vega I, 1. Marqués de Monreal, und Antonia de Molina
          6. Leonor de Velasco;
 ⚭ Alonso de Sandoval y Pacheco, 2. Marqués de Caracena del Valle.
          7. Catalina de Velasco y Ramírez de Arellano;
 ⚭ Madrid, Francisco de Villalonga y Fortuny, 1. Conde de la Cueva (1693), Alcaidedel Castillo de Bellver, Sohn von Pedro Juan de Villalonga y Burguet, Baile, später Tauler de Mallorca, und Magdalena Fortuny y Vida,

        2. Alonso de Velasco y la Cueva.
        3. Estefanía de Velasco de la Cueva, 1689 bezeugt
        4. Teresa María, alias Catalina de Velasco de la Cueva y Manrique;
 ⚭ Pedro Melchor Carrillo de Mendoza y Quijano, 8. Señor de Argal y Mochales, Sohn von Iñigo Carrillo de Mendoza y Montoya, 7. Señor de Argal y Mochales, und Juana del Castillo Mendoza y Quiroga.

      5. (unehelich) Iñigo de Velasco, Kanoniker in San Isidro, später Archidiakon in Zea, Kanoniker in León.
      6. (unehelich) Lucía de Velasco, Nonne in Madrid

    2. Gabriel de Velasco
    3. Juan de Velasco, 1599 in England gefangen
    4. Leonor de Velasco;
 ⚭ Juan Suárez de Carvajal, Señor de Peñalver y Alhóndiga, Corregidor de Córdoba, Sohn von García Suárez de Carvajal, 2. Señor de Peñalver y Alhóndiga, Corregidor de Córdoba y Granada, und María Manuel de Heredia y Sarmiento, Señora de los Hotones
    5. (unehelich) Francisco de Velasco, Kanoniker in Sevilla
    6. (unehelich, Mutter Francisca de Villanueva) Magdalena Angela de Velasco, * Cervera de Río Pisuerga;
 ⚭ Miguel Daza, unehelicher Sohn von Luis Daza und María Velázquez de Cuéllar
    7. (unehelich) Francisco de Velasco, Kanoniker in Sevilla

  3. María Angela de Velasco;
 ⚭ Diego López de Haro Sotomayor al López de Haro y Portocarrero, 10. Señor y 1. Marqués del Carpio, Señor de Lobrín y Sorbes en Almería

### Die Duques de Alburquerque (III)
1. Pedro Miguel Jácome María Pío Cristóbal de la Cueva Velasco y Guzmán Dávalos Ponce de León Spínola y Santillán, getauft Sevilla 8. Mai 1712, † Madrid 27. November 1762, 12. Duque de Alburquerque (Sentencia de Revista de 1758), 3. Marqués de la MINA (1765), 10. Marqués de Cuéllar, 12. Conde de Ledesma, 12. Conde de Huelma, 6. Conde de Pezuela de las Torres (1765), 13. Señor y 12. Mayorazgo de Roa, 12. Señor de los Estados de Mombeltrán, Pedro Bernardo, la Codosera, las Cuevas, Lanzahita, Mijares, San Esteban, Villarejo y Aldea Dávila de la Rivera, 5. Señor del Estado de Salteras, Señor de las Casas y mayorazgos de la Cueva (Linie Alburquerque), Guzmán Dávalos (la Mina), Spínola (Pezuela de las Torres), Santillán (Salteras) etc., Comendador de Víboras y Martos;
 ⚭ Madrid (San Nicolás o San Pedro) 14. Mai 1735 oder 1741 Beatriz Benita Antonia Enríquez de Navarra Dávalos Martel y Grimaldi, getauft Madrid 7. Februar 1713, bezeugt 1762, Tochter von Francisco Enríquez y Dávalos, 2. Marqués de Peñafuente, und Manuela del Solar Fernández de la Cuadra – Vorfahren siehe oben
  1. Miguel José María de la Cueva y Enríquez de Navarra Velasco Guzmán Dávalos Ponce de León Spínola y Santillán, * Madrid September, getauft (San Nicolás) 22. September 1743, † Arenas 20. Oktober 1803, 14. Duque de Alburquerque, 4. Marqués de la Mina, 16. Conde de Siruela, 11. Marqués de Cuéllar, 13. Conde de Ledesma, 13. Conde de Huelma, 7. Conde de Pezuela de las Torres, 3facher Grande de España, 14. Señor y 13. Mayorazgo de Roa, 13. Señor de los Estados de Mombeltrán, Pedro Bernardo, 6. Señor del Estado de Salteras, Señor de las Casas y Mayorazgos de la Cueva, Velasco, Guzmán Dávalos, Spínola, Santillán, Lnazahita, Mijares, Aldea Dávila, San Esteban, Villarejo, Las Cuevas y Santa Cruz del Valle, Señor de los Estados de Roa y Cervera, de las Villas de Torre Galindo, La Horna, Villalobón, Olmedillo, Portillejo, San Martín de Rubiases, Pedrosa, Membrilla de Castrejón, Anguix, Quintana de Mambrigo, Campillo, Castrejón, Fuentenebro, Buenavista y su barrio, el Valle Redondo de Pernía, y la Villa de Tamurejo, Generalkapitän und Vizekönig von Aragón, Comendador de Víboras;
 ⚭ Valencia (Palacio de Parcent) 7. Dezember 1766 Cayetana María de la Cerda y Cernesio Odescalchi Manrique de Lara y Guzmán, * Madrid 14. Dezember 1748, † Saragossa 16. Juli 1808, Tochter von Joaquín María de la Cerda y Téllez-Girón, und Josefa María Cernesio y Guzmán, 4. Condesa de Parcent, Grande de España de 2. Clase
    1. José Miguel de la Cueva y de la Cerda Velasco Guzmán Dávalos Ponce de León Spínola Santillán Enríquez de Navarra Cernesio Odescalchi Martel Grimaldi Manrique de Lara, * Madrid 26. Dezember, getauft (San Luis) 27. Dezember 1775, † London 18. Februar 1811, 15. Duque de Alburquerque, 5. Marqués de la Mina, 18. Conde de Siruela, 12. Marqués de Cuéllar, 14. Conde de Ledesma, 14. Conde de Huelma, 12. Conde de Pezuela de las Torres, 3facher Grande de España, 15. Señor y 14. Mayorazgo de Roa, 14. Señor de los Estados de Mombeltrán, Pedro Bernardo, etc., 7. Señor del Estado de Salteras, Señor de las Casas y Mayorazgos de la Cueva (Linien Alburquerque und Roa), de Velasco (Linie Siruela), de Guzmán Dávalos (Linie la Mina), de Spínola (Linie Pezuela de las Torres), de Santillán (Linie Salteras), Botschafter in London (1810–1811);
 ⚭ Madrid 13. Juni 1799 Escolástica Gutiérrez de los Ríos y Sarmiento, * Lissabon 7. Januar 1783, † Jérez de la Frontera 15. Dezember 1845, Tochter von Carlos Gutiérrez de los Ríos y Rohan-Chabot, 6. Conde de Fernan Nuñez, Grande de España de 1. Clase, Comendador de los Diezmos del Septeno, und María de la Esclavitud Sarmiento Quiñones Saavedra y Fuenmayor, 5. Marquesa de Castel Moncayo, Grande de España de 2. Clase, Señora de la Higuera de Vargas
      1. (unehelich) María de los Dolores Josefa Paula Apolonaria Liboria de la Cueva y Larrosa, * Algeciras 25. Juli 1797;
 ⚭ I Sevilla (San Marcos) 19. September 1816 Ventura Ruiz Huidobro y Suárez, * Mataró de Cataluña;
 ⚭ II Sevilla (San Pedro el Real) 16. Februar 1837 Antonio María de los Dolores José Florencio Ramón Rafael Agustín Pedro de la Santísima Trinidad de León y Villalón, * Morón de la Frontera 26. Oktober 1802, Sohn von José Francisco Félix de León de Orbaneja y Vélez de la Cuadra, und Antonia Micaela Villalón y Azama-Aguirre, † Morón de la Frontera 14. Juli 1856

    2. María Magdalena de la Cueva y Velasco Guzmán Arellano de la Cerda y Cernesio Odescalchi, † 1799;
 ⚭ 21. November 1789 Felipe Carlos Osorio y Castellví, 6. Conde de Cervellón, Marqués de Nules y de Quirra, Grande de España, Generalkapitän in Valencia und Murcia * 1763, † 1815, Sohn von Antonio Osorio y Guzmán und Laura María de Castellví Cervellón y Mercader, 5. Condesa de Cervellón, Marquesa de Villatorcaz, Grande de España

### Die Marqueses de la Adrada
1. Antonio de la Cueva y Mendoza, Señor del Mayorazgo de la Villa de la Adrada, alias Ladrada, Corregidor de la Ciudad de Córdoba (28. Januar 1516);
 ⚭ Elvira de Ayala, Tochter von Juan de Ayala, 2. Señor de Cebolla, und Inés de Guzmán – Vorfahren siehe oben
  1. Francisco de la Cueva y Ayala, 3. Señor de la Adrada, el Sotillo, la Iglesuela, Piedra-Laves, la Fresnadilla, las Casillas y Casavieja, Besitzer der Mayorazgo del Duque-Maestre;
⚭ Juana Portocarrero, Tochter von Pedro Portocarrero, el Sordo, 7. Señor de Moguer y de Villanueva del Fresno, Alcalde mayor perpetual de Sevilla, Bruder von Diego Luis Pacheco, 1. Marqués de Villena, 1. Duque de Escalona
    1. Antonio de la Cueva y Portocarrero, † Kloster La Esperanza, 7. Februar 1574, 4. Señor de la Villa de la Adrada y sus aldeas, 1. Marqués de la Adrada (15. Oktober 1570), Corregidor de Córdoba;
 ⚭ I Isabel de Mendoza y Toledo, Tochter von Álvaro de Mendoza, Comendador de Villarrubia y de Mestanza, Alcaidede Castilnovo, und Ana de Toledo;
 ⚭ II Petronila Fajardo Pacheco, Tochter von Juan Pacheco und  Leonor Chacón;
 ⚭ III María de Mendoza y Cisneros, Tochter von Alonso Suárez de Mendoza, 3. Conde de Coruña, Vizconde de Torija, Señor de Beleña y otros Estados, und Acacia Ximénez de Cisneros, Nichte des Kardinals Cisneros, Tochter von Jorge Ximénez de Cisneros und Leonor Zapata
    2. Pedro, alias Diego de la Cueva y Portocarrero, 2. Marqués de la Adrada;
⚭ NN Sigler, alias Luisa de Sandquigel, alias Singleger (Saint-Léger?)
      1. Antonio III de la Cueva, † als Kind.

    3. Pedro de la Cueva y Portocarrero, † vor seinen älteren Brüdern
    4. Isabel Benedicta de la Cueva, 3. Marquesa de la Adrada;
 ⚭ Gonzalo Fernández de la Lama, Señor de esta casa, † 1558, Sohn von Antonio de la Lama, Señor de esta casa, und Juana de Nonneraz
      1. Juana de la Lama, 4. Marquesa de la Adrada;
 ⚭ I Gabriel de la Cueva, 5. Duque de Albuquerque, Vizekönig von Navarra, Gouverneur von Mailand, † 1571 (siehe oben);
 ⚭ II Juan III de la Cerda, 5. Duque de Medinaceli, 4. Marqués de Cogolludo, 4. Conde del Puerto de Santa María

    5. María de la Cueva y Portocarrero
    6. Elvira de la Cueva y Portocarrero

  2. Jerónimo de la Cueva y Ayala, Comendador de Carrizosa (Katalonien);
 ⚭ I Beatriz de la Vega, Tochter von Francisco de Molina, Señor de Cortijo;
 ⚭ II Leonor de Ayala, Tochter von Fernán Pérez de Luján
    1. (I) Micaela de la Cueva y de la Vega;
 ⚭ Jerónimo Briceño de Mendoza, Gouverneur von Asturien Sohn von Jerónimo Briceño, und Isabel Osorio de Mendoza
    2. (I) Una hija, Nonne.

  3. Ana de la Cueva y Ayala;
 ⚭ Honorato de Carvajal, Señor de las Villas de Salinas y Sobrinos (Talavera de la Reina), Regidor de la Ciudad de Toledo, Sohn von Antonio de Carvajal, Señor de las Salinillas y Sobrinas, und Teresa de Mendoza y Silva